# Selección de rugby league de Papúa Nueva Guinea
La selección de rugby league de Papúa Nueva Guinea representa a Papúa Nueva Guinea en competiciones de selecciones nacionales de rugby league.
Su apodo es "The Kumuls", y utiliza vestimenta camiseta amarilla con vivos rojos y pantalones rojos.
El ente encargado de la selección es la Papua New Guinea Rugby Football League.
Está afiliado a la Asia-Pacific Rugby League Confederation.
Su mejor participación en la Copa del Mundo de Rugby League fue en las ediciones de 2000, 2017 y 2021, en las cuales logró instalarse en cuartos de final.
En Papúa Nueva Guinea el rugby league es considerado como deporte nacional.

## Palmarés
Pacific Rugby League Championship Bowl
- Campeón (2): 2023, 2024

Pacific Cup
- Campeón (1): 2009
- Subcampeón (1): 1975

Juegos del Pacífico
- Medalla de oro: 2015
- Medalla de plata: 2019

## Participación en copas
| - 1954 al 1977: sin participación - 1985/88 : 4° puesto - 1989/92 : 5° puesto - 1995 : fase de grupos - 2000 : cuartos de final - 2008 : fase de grupos - 2013 : fase de grupos - 2017 : cuartos de final - 2021 : cuartos de final - 2026 : clasificado | - 2019 : 3° puesto (último zona B) - 2023 : 4° puesto (campeón Bowl) - 2024 : 4° puesto (campeón Bowl) - 2010 : 4° puesto |